# Bergisch-Märkisches Hügelland
Mit Bergisch-Märkisches Hügelland wird eine naturräumliche Einheit (Ordnungsnummer 3371.1) der Über-Haupteinheit Bergisch-Sauerländisches Unterland (Ordnungsnummer 337) bezeichnet.
Es umfasst das Hügelland zwischen den Tälern der Wupper, Schwelme und Ennepe im Süden und dem der Ruhr im Norden und Osten. Im Westen geht das Hügelland in das Niederbergische Land über, das größtenteils in dem Naturraum Niederbergische Höhenterrassen (Ordnungsnummer 3371.0) zusammengefasst ist. Die bekannteste Landschaft in dem Naturraum ist die Elfringhauser Schweiz.
Zu den Städten und Gemeinden mit Anteil am Hügelland zählen Velbert, Essen (Stadtteile Byfang, Kupferdreh), Wülfrath, Wuppertal (Nordteil), Sprockhövel, Gevelsberg (Nordteil), Hattingen (südlich des Stadtkerns), Wetter (Ruhr) (westlich der Ruhr), Witten (südlich/westlich der Ruhr) und Hagen (nördlich der Ennepe/westlich der Ruhr).
Das Hügelland weist langgestreckte Höhenrücken und runde Kuppen auf. Im Südosten werden mit 300 m die größten Höhen erreicht. Dementsprechend entwässert der Großteil des Hügellands nach Norden in die Ruhr. Geologisch besteht das Hügelland aus stark gefalteten karbonischen oder devonischen Grauwacken, Schiefern, Sandsteinen, Quarziten oder Kalken. Die Böden bestehen aus sand-lehmigen Verwitterungsprodukten mit Gesteinstrümmern. An den Hängen sind sie flachgründig und die Talsohlen weisen sandige und lehmige Böden auf.

## Gliederung
Das Bergisch-Märkische Hügelland ist in untergeordneten Naturräumen gegliedert.
- 3371.1 Bergisch-Märkisches Hügelland

- 3371.10 Velberter Höhenrücken
- 3371.11 Voßnacken
- 3371.12 Hardenberger Hügelland
- 3371.13 Märkisches Schichtrippenland
- 3371.14 Ruhrschichtrippenland
- 3371.15 Haßlinghauser Rücken
- 3371.16 Dornaper Kalkgebiet
- 3371.17 Wülfrather Kalkgebiet
- 3371.18 Düsselhügelland